# Pehr Evind Svinhufvud
Pehr Evind Svinhufvud af Qvalstad (tiếng Thụy Điển: [ˈpæːr ˈeːvɪnd ˈsviːnhʉːvɵd]; 15 tháng 12 năm 1861 – 29 tháng 2 năm 1944) là Tổng thống Phần Lan thứ 3 từ năm 1931 đến năm 1937. Ông còn là luật sư, thẩm phán, và chính trị gia Đại Công quốc Phần Lan, Ông đóng vai trò quan trọng trong phong trào giành độc lập Phần Lan. Năm 1917–1918, Svinhufvud là Nguyên thủ quốc gia đầu tiên của nước Phần Lan độc lập, Chủ tịch đầu tiên của Thượng viện và sau đó là Hộ Quốc công hoặc Nhiếp chính vương. Ông còn là Thủ tướng từ năm 1930 đến năm 1931.
Là một người bảo thủ chống đối mạnh mẽ chủ nghĩa cộng sản và theo cánh tả nói chung, Svinhufvud đã không trở thành Tổng thống được tất cả mọi người chấp nhận, mặc dù là người Ukko-Pekka vui vẻ (Ông già Pekka), ông đã rất được lòng dân chúng.

## Tiểu sử
Pehr Evind Svinhufvud af Qvalstad sinh ra ở Sääksmäki. Ông là con của Pehr Gustaf Svinhufvud af Qvalstad, một thuyền trưởng, và Olga von Becker. Cha của ông bị chết đuối ngoài khơi Hy Lạp vào năm 1863, khi Pehr Evind chỉ mới hai tuổi. Ông đã trải qua thời thơ ấu tại nhà của ông nội của ông, Pehr Gustaf Svinhufvud af Qvalstad (một thủ quỹ của Häme), tại Rapola, nơi gia đình đã sống trong năm thế hệ. Svinhufvuds là một gia đình quý tộc Phần Lan và Thụy Điển có dòng dõi Dalarna, Thụy Điển. Pehr Gustaf Svinhufvud af Qvalstad, một trung úy quân đội trong triều đại của Charles XII, đã chuyển từ đó tới Rapola sau Chiến tranh Đại Tây Dương. Gia đình được thăng cấp ở Thu Sweden Điển năm 1574, và nó cũng được giới thiệu đến Nhà của Nữ hoàng Phần Lan năm 1818. Rapola được bán khi ông nội của ông tự tử bằng súng vào năm 1866, và Svinhufvud chuyển đến Helsinki cùng với mẹ và anh chàng